# مورسنگ‌چشم درخشان
مورسنگ‌چشم درخشان یا مورسنگ‌چشم کاکلدار (نام علمی: Sakesphorus luctuosus) گونه‌ای از پرندگان در زیرتیرهٔ Thamnophilinae از تیرهٔ مورچه‌مرغان (Thamnophilidae) «نمادین» و بومی برزیل است.